# Jacques Lovie
Jacques Lovie, né le 6 février 1908 à Paris (sa famille est originaire de Montvendre (Drôme) et décédé le 18 novembre 1987 à Chambéry, est un historien de la Savoie.

## Biographie
Agrégé d'Histoire, docteur ès lettres, professeur au lycée de garçons de Chambéry (devenu lycée Vaugelas), il quitte l'enseignement pour devenir attaché de recherche au CNRS (1958) et devient maître de conférence d'Histoire contemporaine du Centre universitaire de Savoie (1966).
Il fonde avec Jean Boissel, Jean-Louis Darcel, l'Association des Amis de Joseph et Xavier de Maistre et l'Institut d'études maîstriennes en 1974/75 au sein du C.U.S. et le dirige jusqu'en 1986.
Dans la vie associative locale, il est président de la Société Savoisienne d'Histoire et d'Archéologie (1963) pour laquelle il lance L'Histoire en Savoie (1966). Il joue un rôle important avec la Société des Amis de la Sainte-Chapelle (La Sainte Chapelle du Château des ducs de Savoie) qui la restaure entièrement en 1975, ou encore les Amis de Montmélian. Il est élu en 1960 à l'Académie des sciences, belles-lettres et arts de Savoie, devenant un membre titulaire effectif.

## Œuvres
Auteur de nombreuses études ou ouvrages consacrés à la Savoie.
- 1948 : Dieu parmi nous, cent années de vie paroissiale à Montvendre, 1848-1948.
- 1960 : Grande et petite histoire du rattachement de la Savoie à la France, Presses des imprimeries réunies de Chambéry.
- 1963 : La Savoie dans la vie française de 1860 à 1875 (thèse), P.U.F., Paris, 632 p. (prix Toutain de l'Académie française).
- 1967 : Histoire de la Savoie, Presses des imprimeries réunies de Chambéry.
- 1972 : L'épisode napoléonien, aspects extérieurs, 1799-1815, Éditions du Seuil. (En collaboration avec A. Palluel-Guillard).
- 1973 : Savoie, Arthaud.
- 1977 : La Vraie Vie de tous les jours en Savoie romantique, 1815-1860, Imp. Gaillard.
- 1979 : Jean-François Durand (sous la dir.) - Volume par Jacques Lovie, Histoire des diocèses de France. Chambéry, Tarentaise, Maurienne (Volume 11), Editions Beauchesne, 1979 (ISSN 0336-0539).
- 1979-1992 : Montvendre, Association des Amis de Montvendre, 1979[réf. nécessaire] (deuxième édition (1992), livret de 21 pages : Montvendre).
- 1980 : Une Cité millénaire, Chabeuil, Drôme.
- 2010 : Réédition de 1860 La Savoie devient française, 2010 : Elle en garde le souvenir, 2010, rappel biographique p. 70-72.

Articles parus dans :
- la Revue de Savoie,
- Mémoires et Documents, organe de Société Savoisienne d'Histoire et d'Archéologie.